# Hammarbya
Hammarbya je monogtipski rod orhideja smješten u podtribus Malaxidinae, dio tribusa Malaxideae, potporodica Epidendroideae. Jedina vrsta je pseudolukovičasti geofit H. paludosa.
Rod je opisan u Revisio Generum Plantarum 2: 665. 1891.

## Opis
Hammarbya paludosa je vrlo rijetka i sićušna biljka koja raste u sfagnumu kiselih tresetišta. Postrani čašični listovi i usna usmjereni su prema gore i žućkastozeleni su kao i cijela biljka. Lišće obuhvaća pseudobulbu na dnu stabljike i često nosi male lukovice na vrhu koje mogu dati nove biljke.
Vrlo bliska rodu Malaxis (Solander ex Swartz 1788), ova orhideja je ugrožena i zaštićena na cijelom francuskom teritoriju.
Cvjeta kasno od kolovoza do rujna.
- Močvarna H. paludosa, u svom močvarnom biotopu u sjeveroistočnoj Poljskoj.
- H. paludosa
- H. paludosa, cvat
- H. paludosa

## Sinonimi
- Epipactis paludosa (L.) F.W.Schmidt; Mayer, Phys. Aufs. 1: 245 (1791)
- Hammarbya paludosa var. robusta Verm.; Ned. Kruidk. Arch. 56: 242 (1949)
- Malaxis paludosa (L.) Sw.; Vet. Akad. Handl. Stockh. 21: 235, t. 3 (1800)
- Malaxis palustris (Huds.) Rich.; De Orchid. Eur.: 38 (1817)
- Ophrys paludosa L.; Sp. Pl. 947 (1753)
- Orchis paludosa (L.) Pall.; Reise Russ. Reich. 3: 320 (1776)
- Sturmia paludosa (L.) Rchb.; Mössler, Handb. Gewächsk. ed. 2. 2: 1576 (1829)